# Politique en Andorre
La politique en Andorre repose sur un modèle étatique de diarchie unitaire constitutionnelle et parlementaire. Les deux coprinces agissent comme chefs d'État de la principauté alors que le chef du gouvernement agit comme chef de gouvernement. Depuis l'adoption de la Constitution de 1993, l'Andorre est une démocratie représentative. Avant cette date, elle fonctionnait comme une monarchie coutumière.

## Politique andorrane avant 1993
Avant l'adoption de la Constitution, un traité féodal instituait comme souverains les coprinces d'Andorre, c'est-à-dire le chef de l'État français représenté par le Viguier d'Andorre et l'évêque espagnol d'Urgell. Ceux-ci légalement disposent d'un droit de veto sur les décisions du pays, notamment sur celles concernant la politique extérieure andorrane.
L'État possédait alors un parlement, créé en 1419, le Conseil de la Terre (en catalan : Consell de la Terra), devenu le Conseil général par la réforme de 1866. Cette assemblée fut dominée pendant des siècles par les grandes familles notables, malgré des réformes successives.
La principauté ne jouait aucun rôle politique international, à l'image de Monaco ou du Liechtenstein, autres micro-États européens ayant rejoint l'ONU au début des années 1990.

## Points majeurs de la constitution

### Traités internationaux
L’Andorre selon sa constitution fait passer les traités internationaux devant ses propres lois.

### Nationalité
La double nationalité n'est pas reconnue. L'acquisition d'une autre nationalité entraîne automatiquement la perte de la nationalité andorrane.

### Droit à la vie
L'Andorre reconnaît le droit à la vie et la protège pleinement dans ses différentes phases.

### Censure
Sont reconnues les libertés d’expression, de communication et d’information. La loi règle le droit de réponse, le droit de rectification ainsi que le secret professionnel. La censure préalable ou tout autre moyen de contrôle idéologique de la part des pouvoirs publics demeurent interdits.

## Pouvoir exécutif
Le chef du gouvernement (Cap de Govern) est Xavier Espot Zamora (Démocrates pour Andorre) depuis le 16 mai 2019.

## Pouvoir législatif
Le Conseil général est l'une des institutions les plus vieilles de l'Andorre. Il est créé sous le nom de Conseil de la Terre en 1419 puis Conseil général (Conseill General) lors de la réforme de 1866. Depuis l'adoption de la Constitution de 1993, il est l'assemblée législative de la principauté. Il compte 28 membres, chacune des sept paroisses élisent quatre membres.
Depuis les élections de 2015, le conseil général comprend trois groupes parlementaires :
- les Démocrates pour Andorre qui comprend 15 membres ;
- les Libéraux d'Andorre avec huit membres ;
- un groupe mixte, avec cinq membres, formé de la coalition des trois membres du parti Social-démocrate et des deux membres du parti Démocratie sociale et progrès.

## Partis politiques
Ci-dessous un résumé avec les principaux partis aux dernières élections en 2019.
| Parti | Parti                                                    | Positionnement                                     | Tête de liste             | Résultats en 2019          |
| ----- | -------------------------------------------------------- | -------------------------------------------------- | ------------------------- | -------------------------- |
|       | Démocrates pour Andorre Demòcrates per Andorra           | Centre droit Libéralisme, libéral-conservatisme    | Xavier Espot Zamora       | 35,13 % des voix 11 sièges |
|       | Parti social-démocrate Partit Socialdemòcrata            | Centre gauche Social-démocratie                    | Pere López Agràs          | 30,62 % des voix 7 sièges  |
|       | Libéraux d'Andorre Liberals d'Andorra                    | Centre droit Libéralisme                           | Jordi Gallardo Fernàndez  | 12,48 % des voix 4 sièges  |
|       | Troisième voie Tercara via                               | Droite Conservatisme, souverainisme                | Josep Pintat Forne        | 10,42 % des voix 4 sièges  |
|       | Citoyens engagés Ciutadans Compromesos                   | Centre Social-libéralisme, écologisme, localisme   | David Baró Riba           | 6,69 % des voix 2 sièges   |
|       | Démocratie sociale et progrès Socialdemocràcia i Progrés | Centre gauche Social-démocratie Social-libéralisme | Josep Roig Carcel         | 5,87 % des voix 0 sièges   |
|       | Andorre souveraine Andorra Sobirana                      | Centre Souverainisme, euroscepticisme              | Juan Eusebio Nomen Calvet | 4,64 % des voix 0 sièges   |